# Académie des langues mayas du Guatemala
L’Académie des langues mayas du Guatemala (en espagnol : Academia de Lenguas Mayas de Guatemala, ALMG en sigle) est une organisation guatémaltèque régissant l’utilisation de 21 langues mayas parlées au Guatemala. Elle a fait un travail important dans la standardisation de l’écriture avec un alphabet unifié, dans la promotion de la culture maya et dans l’enseignement en langues mayas, notamment avec la formation d’interprètes bilingues. Elle est officiellement créée le 18 octobre 1990 avec le décret no 65-90, Ley de la Académica de Lenguas Mayas de Guatemala, et voit le jour le 16 novembre 1990 en tant qu’organisation autonome. Ses bureaux sont dans la ville de Guatemala.